# Moto E (2020)
Moto E (2020) (продавався як moto e) — смартфон від компанії Mototola Mobility, що входить у серію Moto E. Був представлений 5 червня 2020 року разом з Moto G Fast.

## Дизайн
Передня панель виконана зі скла, а задня панель та рамка — з пластику.
Знизу розміщені роз'єм microUSB, динамік та мікрофон, зверху — другий мікрофон та 3,5 мм аудіороз'єм, зліва — лоток зі слотами під картку Nano-SIM і карту пам'яті формату microSD до 512 ГБ, а справа — кнопки регулювання гучності та кнопка блокування. Ззаду розташовані основний об'єктив камери, сенсор глибини з LED-спалахом та сканер відбитків пальців, на який нанесено логотип.
Moto E (2020) продавався тільки в кольорі Midnight Blue (синій).

## Технічні характеристики

### Апаратне забезпечення
Moto E (2020) отримав систему на кристалі Qualcomm Snapdragon 632 з графічним процесором Adreno 506. Пристрій поставлявся з 2 ГБ оперативної пам'яті типу LPDDR3 і 32 ГБ пам'яті постійного зберігання типу eMMC 5.1.
Батарея отримала об'єм 3550 мА·год.
Дисплей IPS LCD, 6,2", HD+ (1520 × 720) зі щільністю пікселів 271 ppi, співвідношенням сторін 19:9 та краплеподібним вирізом під фронтальну камеру.
Moto E (2020) отримав основну подвійну камеру, що включає ширококутний об'єктив на 13 Мп з діафрагмою f/2.0 і фазовим автофокусом та сенсор глибини на 2 Мп з діафрагмою f/2.4. Також пристрій отримав фронтальну камеру на 5 Мп з діафрагмою f/2.0. Основна та передня камери вміють записувати відео в роздільній здатності 1080p@30fps.

### Програмне забезпечення
Смартфон працює на Android 10.